# Rhynchospora nanuzae
Rhynchospora nanuzae là loài thực vật có hoa trong họ Cói. Loài này được Rocha & Luceño mô tả khoa học đầu tiên năm 2002.